# 建設院
建設院（けんせついん）は、かつて存在した日本の行政機関であり、建設省の前身にあたる。長は国務大臣である建設院総裁（けんせついんそうさい）。

## 概要
建設院は、内閣総理大臣の管理に属し、国土計画、地方計画及び都市計画に関する事務、地理に関する事務、土地収用に関する事務、河川、道路、砂防、公有の水面（港湾内の水面を除く。）及び水流その他土木に関する事務、住宅、宅地、建築、国費の支弁に属する建物の営繕及び土木建築工事請負業に関する事務（別に法律の定のあるものを除く。）並びに国費の不当支出を防止するためにする連合国軍最高司令官の要求に係るすべての建設工事の技術的監督及び監視に関する事務を掌るものとされた（建設院設置法1条）。

## 沿革
1948年（昭和23年）1月1日、建設院設置法（昭和22年法律第237号）に基づき、内務省国土局と、返還物品等の受領と保管処分を行っていた内務省調査局総務課及び第一課を移管して設置された。
同年7月10日、建設省設置法 （昭和23年法律第113号）が施行し、建設院は廃止され、建設省に業務が引き継がれた。

## 部局
- 建設院総裁（国務大臣）
- 建設院総務長官
- 総裁官房
- 総務局
- 水政局
- 地政局
- 都市局
- 建築局
- 特別建設局
- 地理調査所

## 歴代の建設院総裁
| 代                   | 氏名                 | 内閣                 | 在任期間                        | 備考                 |
| 建設院総裁（建設院） | 建設院総裁（建設院） | 建設院総裁（建設院） | 建設院総裁（建設院）            | 建設院総裁（建設院） |
| -------------------- | -------------------- | -------------------- | ------------------------------- | -------------------- |
| 1                    | 木村小左衛門         | 片山内閣             | 1948年01月01日 - 1948年03月10日 |                      |
| 2                    | 一松定吉             | 芦田内閣             | 1948年03月10日 - 1948年07月09日 |                      |